# 2,6-dimethylnaftaleen
2,6-dimethylnaftaleen (2,6-DMN) is een polycyclische aromatische koolwaterstof. Het is een van de vele mogelijke dimethylnaftaleen-isomeren, die afgeleid zijn van naftaleen door daarop twee methylgroepen te substitueren. 2,6-DMN is van commercieel belang als uitgangsproduct voor hoogperformante polyestervezels en -films.

## Synthese
| Gealkyleerde naftalenen (methyl-, dimethyl- en polymethylnaftalenen, waaronder dus ook 2,6-DMN) komen in lage concentraties voor in ruwe aardolie en steenkoolteer. De afscheiding eruit is moeilijk en duur; ze vereist een aantal eenheidsbewerkingen zoals selectieve adsorptie en kristallisatie, naast eventueel isomerisatiereacties om het gehalte van 2,6-DMN te verhogen. Er is daarom gezocht naar syntheseroutes van 2,6-DMN uitgaande van geschikte en liefst goedkope verbindingen. Enkele daarvan zijn: |
| - Het "alkenylatieproces" gebruikt orthoxyleen (2) en 1,3-butadieen (1) die reageren tot 5-(orthotolyl)pent-2-een (OTP, 3). OTP wordt daarna gecycliseerd tot 1,5-dimethyltetraline (4). Dat wordt vervolgens gedehydrogeneerd tot 1,5-dimethylnaftaleen (1,5-DMN, 5) en 1,5-DMN wordt ten slotte geïsomeriseerd tot 2,6-DMN (6). Bij de laatste stap worden nog andere mono-, di- en tri-ethylnaftalenen gevormd. Er moet dus nog een scheiding plaatsvinden van dit mengsel; dit kan gebeuren door selectieve kristallisatie. |
| |
| - Een ander proces gaat uit van tolueen, n-buteen en koolstofmonoxide. In een acyleringsreactie in aanwezigheid van een lewiszuur (bv. boortrifluoride) gebeurt een selectieve substitutie van tolueen met een acylgroep op de para-positie, en wordt p-tolyl-sec-butylketon gevormd. Dit wordt dan gehydrogeneerd met waterstof tot p-tolyl-sec-butylcarbinol. Dehydratie hiervan geeft 2-methyl-(p-tolyl)-buteen. Dat wordt ten slotte in een dehydrogenatie- en cyclisatiestap (dehydrocyclisatie) omgevormd tot 2,6-dimethylnaftaleen. Dit procedé levert minder isomeren als nevenproducten. - De "transmethylering" van 2-methylnaftaleen of van naftaleen door 1,2,4,5-tetramethylbenzeen, pentamethylbenzeen of hexamethylbenzeen. |

## Toepassingen
2,6-dimethylnaftaleen wordt gebruikt voor de vorming van 2,6-naftaleendicarbonzuur door oxidatie van 2,6-dimethylnaftaleen in vloeibare fase. 2,6-Naftaleendicarbonzuur is een monomeer voor de productie van hoogperformante polymeren, in het bijzonder poly(ethyleen-2,6-naftaleendicarboxylaat) of korter polyethyleennaftalaat (PEN), een polyester dat sterker is en een hogere thermische weerstand heeft dan het veelgebruikte pet. 2,6-DMN is echter duurder dan tereftaalzuur dat voor pet wordt gebruikt.